# Harpactea rugichelis
Harpactea rugichelis este o specie de păianjeni din genul Harpactea, familia Dysderidae, descrisă de Denis, 1955.
Este endemică în Lebanon. Conform Catalogue of Life specia Harpactea rugichelis nu are subspecii cunoscute.